# Sean Murphy (auteur)
Pour les articles homonymes, voir Murphy et Sean Murphy.
Compléments
American Vampire
Hellblazer
Joe, l'Aventure intérieure
Sean Gordon Murphy (né en 1980) est un encreur, dessinateur et un scénariste américain de comics.

## Biographie
Sean Murphy est né à Nashua, New Hampshire, États-Unis, à l'automne 1980. Il apprécie le dessin dès son plus jeune âge, prend des cours avec un illustrateur vétéran de la Seconde Guerre Mondiale entre 8 et 16 ans, et complète sa formation au lycée Pinkerton Academy en 1999, au Massachusetts College of Art et au Savannah College of Art and Design.
Ses premières productions sont réalisées en tant qu'encreur. Après avoir encré des dessins de Zach Howard, il reprend les crayons et travaille sur divers titres, dont Star Wars, et d'autres projets chez l'éditeur Dark Horse Comics. Il est ensuite engagé chez DC Comics, notamment sur Batman/Scarecrow: Year One et Teen Titans.
Par la suite, il travaille dans l'animation, dans le jeu vidéo, publie son premier ouvrage personnel (Off Road), et contribue aux célèbres séries Hellblazer (Hellblazer: City of Demons) et American Vampire (American Vampire: Survival of the Fittest).
En 2012, il écrit et dessine la série Punk Rock Jesus, qui met en scène le clonage de Jésus-Christ dans un futur proche. Cette œuvre, pour laquelle il a refusé de travailler sur la licence Assassin's Creed, est liée aux propres croyances de l'auteur, originellement catholique et devenu athée en 2003.
Au cours du Comic-Con 2012, il est annoncé que Sean Murphy retravaillerait avec le scénariste Scott Snyder, sur une série horrifique intitulée The Wake. Cette série est publiée depuis mai 2013.
Après avoir développé un concept finalement abandonné sur Batman, intitulé Steampunk Gotham, Murphy est cité comme pouvant reprendre la série régulière en 2013. Il sort en 2017 un arc intitulé White Knight où les rôles du Joker et du Chevalier noir sont inversés; dans le même univers, il scénarise (et dessine en partie) les histoires Curse of the White Knight et Harley Quinn.

## Inspirations et influences
Sean Murphy se considère comme un mélange de ses principales inspirations : Sergio Toppi, Jorge Zaffino et Bill Watterson.
Parmi ses auteurs favoris, il cite notamment Mike Mignola, Kevin Nowlan et Klaus Janson. Il indique que son style d'encrage est inspiré du travail de ce dernier (en particulier sur le Dark Knight Returns de Frank Miller). Murphy rencontre Janson lors d'un cours à la School of Visual Arts de New-York, et leur amitié naissante les conduira à travailler ensemble (Murphy au scénario et Janson au dessin) sur l'histoire Batman: White Knight's von Freeze.

## Publications

### Version française
- Crush : Le monstre s'éveille (2005, Bamboo Édition)
- Les dossiers de Hellblazer : Mauvais sang (2012, Urban Comics)
- American Vampire Legacy : Sélection naturelle (2012, Urban Comics)
- Joe, l'Aventure intérieure (2012, Urban Comics)
- Off Road (2013, Urban Comics)[11]
- Punk Rock Jesus (2013, Urban Comics)[12]
- The Wake (2015, Urban Comics)
- Chrononauts (2015, Panini Comics)
- Tokyo Ghost (2016, Urban Comics)
- Batman: White Knight (2018, Urban Comics)
- Batman : Curse of the White Knight (2020, Urban Comics)
- Batman : Beyond the White Knight (2023, Urban Comics)
- Zorro : D'entre les morts (2024, Urban Comics)

### Version originale
- Crush (#1-4, Dark Horse Comics, 2003)
- Batman/Scarecrow: Year One (#1-2, DC Comics, 2005)
- Off Road (Oni Press, 2005)
- Shaun of the Dead (#3-4, IDW Publishing, 2006)
- Outer Orbit (#1-4, Dark Horse Comics, 2006–2007)
- Hellblazer: Newcastle Calling (Vertigo, 2008)
- Grip (Marvel Comics)
- Joe the Barbarian (#1-8, Vertigo, 2010)
- Hellblazer: City of Demons, (#1-5, Vertigo, 2010-2011)
- American Vampire: Survival of the Fittest (#1-5, Vertigo, 2011)
- Punk Rock Jesus, (#1-6, Vertigo, 2012)
- The Wake (#1-10, Vertigo, Juin 2013 - Juillet 2014)
- Batman: White Knight (#1-8, DC, 2017-2018)

## Prix et récompenses
- 2014 : Prix Eisner de la meilleure mini-série (avec Scott Snyder) et du meilleur dessinateur/encreur pour The Wake
- 2019 :  Prix Peng ! de la meilleure bande dessinée nord-américaine pour Batman: White Knight (Batman: Der Weiße Ritter )